# NGC 7513
NGC 7513 ist eine Balken-Spiralgalaxie vom Hubble-Typ SBb im Sternbild Sculptor am Südsternhimmel. Sie ist schätzungsweise 71 Millionen Lichtjahre von der Milchstraße entfernt und hat einen Durchmesser von etwa 65.000 Lj.
Im selben Himmelsareal befindet sich die Galaxie NGC 7507.
Das Objekt wurde am 24. September 1864 von Albert Marth entdeckt.